# Яганг-лакханг
Йаганг-лакханг (англ. Yagang Lhakhang) — небольшой монастырь (лакханг) в Бутане.
Йаганг-лакханг расположен в деревне на окраине города Монгар. Он был построен в XVI веке Сангдагом, младшим сыном Пемы Лингпа. Этот храм славится своей коллекцией религиозных сокровищ, масок, музыкальных инструментов, доспехов, старинного оружия и ксилографических матриц, используемых для печати молитвенных флагов и текстов. В монастыре находится статуя Будды Шакьямуни, найденная Пемой Лингпа в священном озере Мебарцо, а также пхурба, изготовленная им самим.

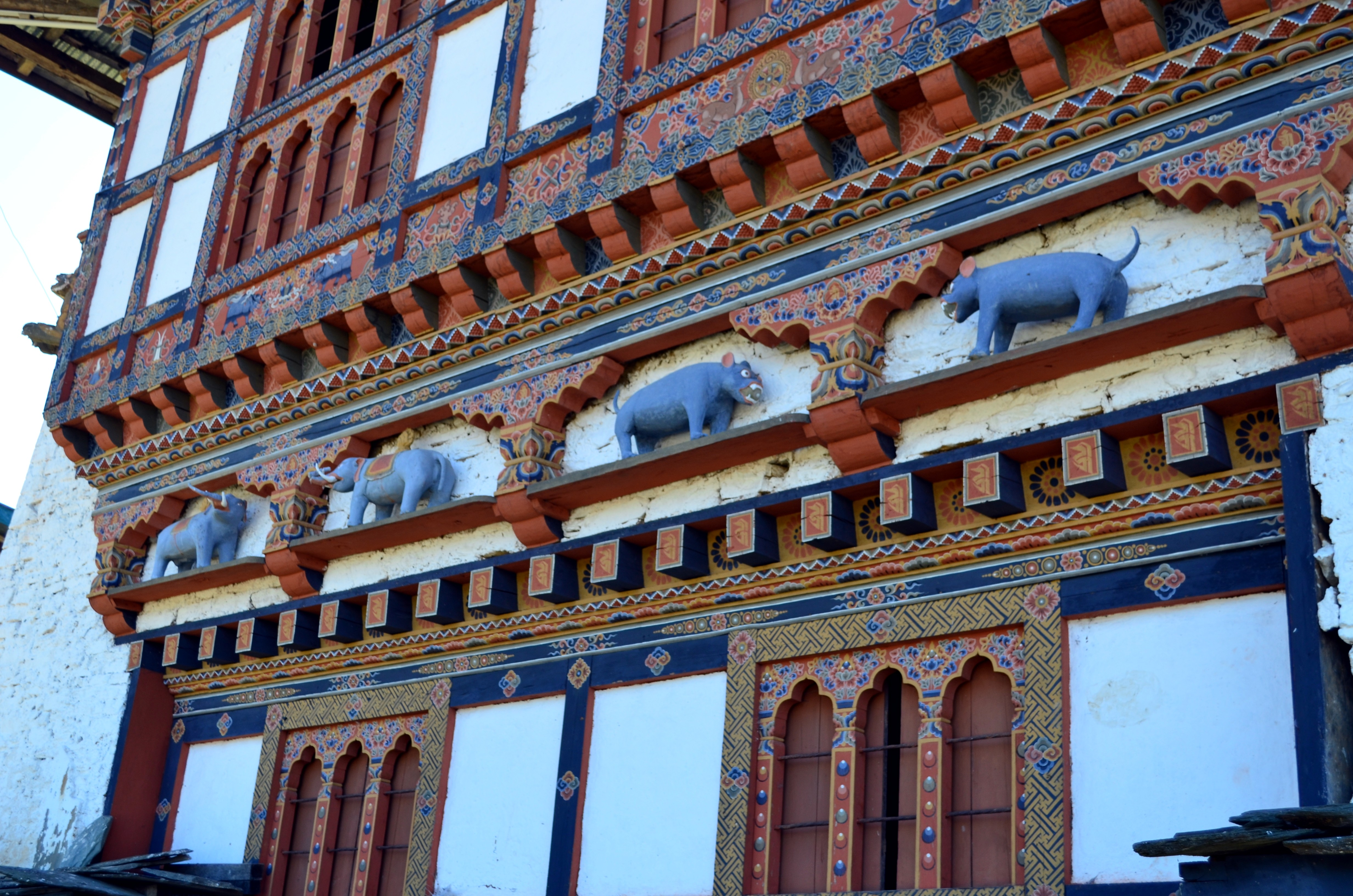
архитектурные детали Яганг-лакханга

В монастыре ежегодно 8, 9 и 10 числа пятого месяца бутанского лунного календаря проводится трёхдневный танцевальный фестиваль цечу. Этот фестиваль является одним из старейших в Восточном Бутане.